# Aprendizaje-servicio

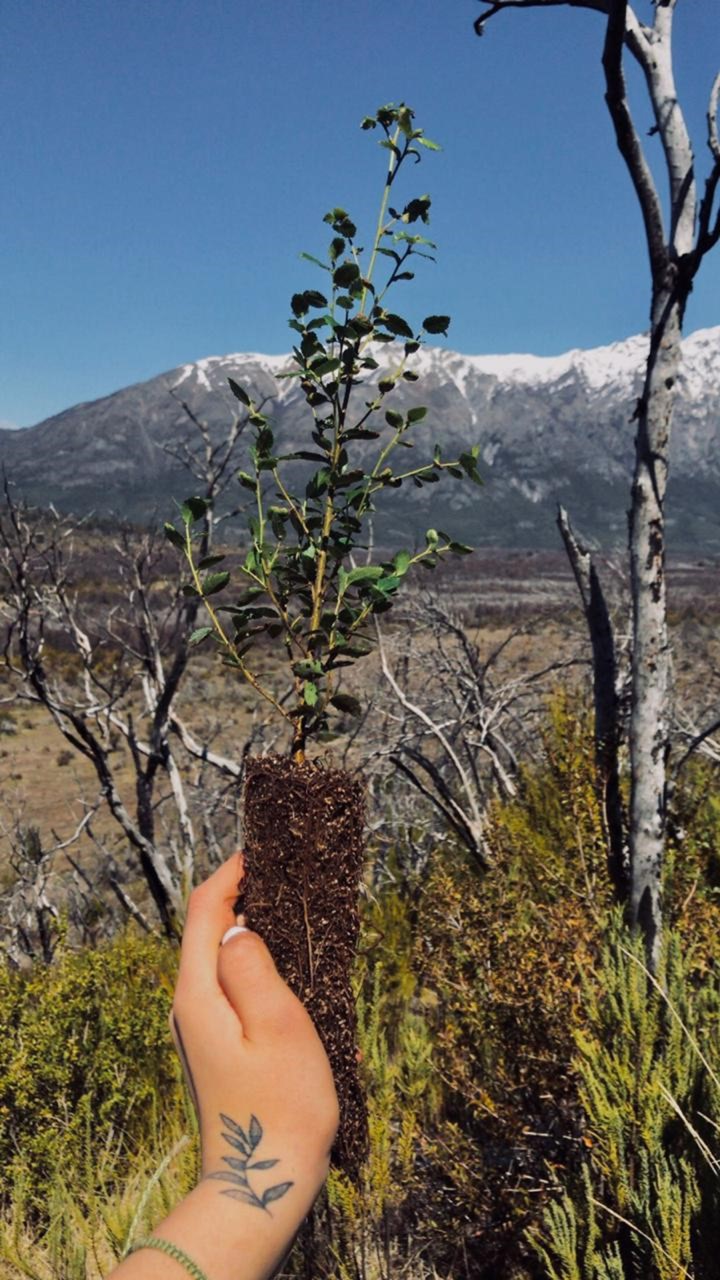
Se aprende sirviendo a la comunidad: reforestación de un bosque incendiado con plantas nativas cultivadas en la escuela. Futalaufquen, Chubut, Argentina.

El aprendizaje servicio es una pedagogía que combina los aprendizajes académicos con el servicio comunitario, y que tiene como protagonistas a niños y jóvenes. Como propuesta pedagógica se alimenta de diversas fuentes teóricas, tales como la filosofía de la educación experiencial y la pedagogía crítica; busca integrar el servicio comunitario con la educación y el autoconocimiento como vía para enriquecer la experiencia educativa, enseñar civismo, animar a la implicación social durante toda la vida y aportar al bien común de las comunidades. Es una modalidad solidaria del aprendizaje basado en proyectos que sale del aula, y del aprendizaje basado en problemas orientada a la resolución de los problemas, que apunta no solo a la apropiación de saberes y competencias, sino también contribuir a su solución.
La Unesco reconoce el aprendizaje servicio como una pedagogía poderosa para imaginar nuevos futuros de la educación al señalar que en un nuevo contrato social para la educación, la pedagogía debe basarse en la cooperación y la solidaridad, desarrollando las capacidades de estudiantes y docentes para trabajar juntos en un espíritu de confianza para transformar el mundo. También ha destacado el aprendizaje servicio como una pedagogía valiosa para dotar a la enseñanza escolar de sentido, aprovechando los intercambios intergeneracionales e interculturales, y para ampliar las capacidades de los estudiantes para la deliberación y la acción colectiva en un espíritu de solidaridad. Numerosas investigaciones muestran sus efectos positivos en el desarrollo cognitivo, cívico y personal de niños, adolescentes y jóvenes.
Las prácticas de aprendizaje servicio pueden desarrollarse desde muy temprana edad, tanto en el sistema educativo formal como en organizaciones de la sociedad civil. Se suelen abreviar con las siglas ApS en casi toda España, A+S en Chile o AYSS (aprendizaje servicio solidario) en la mayor parte de América Latina y el País Vasco.

## Definiciones
El aprendizaje servicio es una propuesta educativa que combina procesos de aprendizaje y de servicio a la comunidad en un solo proyecto bien articulado donde los participantes aprenden al trabajar en necesidades reales del entorno con la finalidad de mejorarlo. El término “aprendizaje servicio” fue empleado por primera vez en Tennessee, Estados Unidos, en 1966 por los educadores y activistas William Ramsay y Robert Sigmon. Sin embargo, la historia de la práctica del aprendizaje servicio es mucho más antigua que el término mismo.  
Es una metodología que combina en una sola actividad el aprendizaje de contenidos, competencias y valores con la realización de tareas de servicio a la comunidad.
Dentro del espacio latinoamericano, en Argentina se considera aprendizaje servicio a aquellos “proyectos escolares que involucren el activo protagonismo juvenil en la participación social y ciudadana; desarrollen acciones solidarias concretas, orientadas a colaborar en la solución de problemáticas comunitarias, junto con la comunidad y no solo para ella; pongan en práctica contenidos curriculares aprendidos en las aulas y adquieran nuevos aprendizajes. Se espera que las y los estudiantes participen en todas las etapas de diseño y gestión del proyecto solidario, incluyendo el diagnóstico, planeamiento, ejecución y evaluación. Y que adquieran y pongan en juego contenidos disciplinares en contextos de atención a problemas reales, reflexionen sobre la práctica solidaria y desarrollen habilidades para ejercer su ciudadanía y para el trabajo.” (Programa Nacional Educación Solidaria, Ministerio de Educación de Argentina).
En Chile, la definición de aprendizaje servicio contempla a aquellas “actividades de aprendizaje comunitario planificadas desde el liceo, con la participación de la comunidad educativa y al servicio tanto de una demanda de la comunidad como del aprendizaje de los estudiantes que la realizan. Es una experiencia que permite a los estudiantes aplicar conceptos, procedimientos y habilidades provenientes de los aprendizajes formales de las diversas asignaturas, en su entorno cotidiano.”
En Uruguay se afirma que “la solidaridad es a la vez objetivo, contenido y estrategia de enseñanza. La formación de individuos solidarios requiere coherencia entre los valores a los que apelamos y la forma en que los promovemos. (…) El aprendizaje servicio impulsa a la intervención educativa integral, mediante el desarrollo de un servicio comunitario al cual se integran los contenidos curriculares, contextualizando los aprendizajes académicos y promoviendo la formación de ciudadanía basada en la solidaridad, actitud crítica y participación.”

## Componentes claves
El aprendizaje servicio combina las ventajas del aprendizaje experiencial y del servicio comunitario. Pese a las diversas denominaciones, estas y otras prácticas pueden ser identificadas como de aprendizaje servicio por tres grandes características comunes:
- Servicio solidario brindado a la comunidad
- Protagonismo de quienes aprenden
- Articulación intencionada de contenidos de aprendizaje con la actividad comunitaria[14]

En 2008, el National Youth Leadership Council de Estados Unidos publicó ocho criterios de calidad para la práctica del aprendizaje servicio (K-12 Service-Learning Standards for Quality Practice)
El aprendizaje servicio como un método educativo puede ser incorporado a todas
las disciplinas, y aportar al aprendizaje servicio de otros programas educativos experienciales orientados al servicio social, como por ejemplo, el voluntariado escolar, el servicio comunitario o los trabajos de campo.

## Panorama internacional
Los cuerpos de servicio juvenil que después de las independencias surgieron en varios países africanos. En África el aprendizaje servicio tiene una larga tradición en Sudáfrica, pero sólo muy recientemente ha comenzado a difundirse en el resto del continente. La filosofía de “Ubuntu” ("Yo soy porque nosotros somos") plasma una particular forma de concebir a la comunidad y a la fraternidad humana, que está en la raíz de la creciente difusión del aprendizaje servicio en la región.
En América Latina, desde fines del siglo XIX, y especialmente por la influencia convergente del Servicio Social establecido en la Constitución mexicana en 1917 y reglamentado en 1943, y de la tradición de extensión surgida del movimiento de reforma universitaria nacido en Argentina en 1918, la educación superior latinoamericana ha desarrollado una larga historia de compromiso social que la diferencia de otras tradiciones. El pensamiento de Paulo Freire, la investigación-acción participativa de Orlando Fals Borda y las reformas educativas durante las transiciones a la democracia desde fines de los ’80 han dado una fisonomía propia al aprendizaje servicio solidario latinoamericano. Las raíces originarias del Sumak kawsay o “Buen vivir” de los pueblos andinos, la idea de “fraternidad” -compartida desde la fuerte tradición católica a los movimientos independentistas liberales del siglo XIX, así como por los inmigrantes sindicalizados del siglo XX- son otras tantas raíces culturales que convergen en una fuerte tradición solidaria dentro de las escuelas de la región, que encuentra un cauce natural en los proyectos de aprendizaje servicio solidario.
En Asia, desde fines de la década de 1980 el aprendizaje servicio fue impulsado desde las universidades y también desde políticas públicas, como las implementadas por Singapur desde 1999. Varios autores señalan la influencia del budismo, el hinduismo y otras creencias religiosas difundidas en la región en las raíces culturales del aprendizaje servicio en la región. En India, el pensamiento educativo y la práctica de Gandhi en su ashram de unir meditación, estudio, trabajo manual y participación al servicio de la independencia tienen llamativos puntos de contacto con la tríada de Pestalozzi, en su búsqueda de una educación integral. El National Service Scheme (NSS) de la India, un requisito de servicio para estudiantes universitarios en zonas rurales y necesitadas fundado en 1969, en ocasión del centenario de Gandhi, sostiene que “la experiencia de trabajo y el servicio nacional deberían ser parte integral de la educación”. Si bien el NSS no usa el vocabulario del aprendizaje servicio, muchos de sus proyectos lo son de hecho. En Australia la difusión del aprendizaje servicio es relativamente reciente, pero hay un creciente interés en universidades y escuelas públicas y privadas, especialmente en el marco de la educación para la ciudadanía y la conciencia social.
Europa ha sido pionera en promover experiencias de protagonismo solidario juvenil y de articulación entre instituciones educativas y comunidad, a pesar de que recién en los últimos años se hayan formalizado redes nacionales y regionales de aprendizaje servicio. La universidad de Cambridge fue la primera en promover la extensión universitaria en 1867. En Gran Bretaña, ya en 1967 el Plowden Report recomendaba un currículo orientado hacia la comunidad, y entre 1997 y 2007 se promovió un currículo de aprendizaje servicio en la escuela media denominado "active service in the community". Alemania desarrolló también políticas federales de promoción del aprendizaje servicio a partir de 2001, en el marco del programa "aprendiendo y viviendo democracia", y cuenta desde hace más de una década con redes de escuelas y de Educación Superior sobre el tema. En España la difusión del aprendizaje servicio comenzó también alrededor del 2002 en escuelas y luego en la Educación Superior, y se ha expandido rápidamente a través de centros promotores en todas las comunidades autónomas. Más recientemente, Suiza, Luxemburgo, Italia y los países de Europa Central y Oriental han comenzado también a promover el aprendizaje servicio. En algunos países, como Finlandia, las prácticas de aprendizaje servicio son parte del currículo escolar, aunque no se denomine así, y sólo recientemente algunas universidades han comenzado a utilizar el término. Desde lo teórico, el aprendizaje servicio europeo no presenta una influencia tan marcada de John Dewey como la vertiente norteamericana, ni de Freire como la latinoamericana, si bien ambos autores están sin duda presentes en su inspiración teórica. En cambio, puede reconocerse una fuerte influencia de las pedagogías críticas y constructivistas, así como el peso, especialmente en algunos países, de las experiencias de alternancia entre escuela y trabajo, las experiencias de aprendizaje cooperativo y de aprendizaje basado en proyectos, junto a otros autores y experiencias pedagógicas propias.

## Organizaciones y redes de apoyo
Globales
- IARSLCE (International Association for Research on Service-learning and Community Engagement) Asociación Internacional de Investigación en Aprendizaje-servicio y Compromiso Comunitario.[a]
- Uniservitate, Aprendizaje-servicio en la Educación Superior Católica.[b]

Iberoamérica
- REDIBAS, Red Iberoamericana de Aprendizaje-Servicio[c]
- Red Argentina de Aprendizaje y Servicio Solidario[d]
- Rede Brasileira Aprendizagem e Inovação Solidária[e]
- REASE, Red nacional de aprendizaje-servicio Chile[f]
- Red Mexicana de Aprendizaje y Servicio Solidario[g]
- REDAPS. Red Española de aprendizaje.servicio[h]
- CLAYSS, Centro Latinoamericano de Aprendizaje y Servicio Solidario.[i]

Estados Unidos de Norteamérica
- Coalition for Service-Learning[j]
- National Youth Leadership Council[k]
- Youth Service America[l]
- Campus Compact[m]

Canadá
- Canadian Alliance for Community Service-Learning (CSL)[n]

Europa
- EASLHE, European Association of Service-Learning in Higher Education[o]
- CEE Service-learning Network: Red de aprendizaje-servicio de Europa Central y Oriental[p]
- Alemania: Lernen durch Engagement[q]
- España: REDAPS. España[r]
  - APS Cataluña[s]
  - Fundación Zerbikas País Vasco[t]
  - Asociación de Aprendizaje-servicio universiario[u]
- Irlanda: Campus Engagement Ireland[v]
- Suiza: Service-learning-Lernen durch Engagement[w]

Asia
- SLAN, Service-Learning Asian Network[x]

### En castellano y otras lenguas hispanas
- Red Española de Aprendizaje Servicio
- Centro Latinoamericano de Aprendizaje y Servicio Solidario
- Fundación Tomillo Aprendizaje servicio en Madrid.
- Centre Promotor Aprenentatge Servei Aprendizaje servicio en Cataluña.
- Fundación Zerbikas Aprendizaje y Servicio Solidario (País Vasco).
- Grupo Promotor del Aprendizaje Servicio de Madrid Aprendizaje Servicio en Madrid
- Programa d’Aprenentatge Servei a la Universitat Rovira i Virgili

### En inglés
- International Service Learning Envía estudiantes sanitarios a Hispanoamérica y a África para trabajar en hospitales gratuitos para las poblaciones necesitadas (en inglés).
- Office of Service Learning at Fairfield University (en inglés).
- ServiceBook Comunidad virtual para el aprendizaje servicio académico patrocinada y gestionada por la Jimmy and Rosalynn Carter Partnership Foundation.
- The International Partnership for Service-Learning and Leadership Ofrece programas de aprendizaje servicio en el extranjero y promociona la teoría y práctica del aprendizaje servicio (en inglés).
- The Service Learning Center at St. Mary's University (en inglés).
- Students Learning With Communities en el Dublin Institute of Technology, Irlanda (en inglés).

- Datos: Q1597965